# Donald S. Day
Donald Satterlee Day (Brooklyn, Nova Iorque em 15 de maio de 1895 - Helsinki, Finlândia em 01 de outubro de 1966) foi um repórter americano e um organismo de radiodifusão de propaganda nazista durante a Segunda Guerra Mundial.Day foi incluído na lista nazista daqueles a ser detido em 1940 depois de uma bem-sucedida invasão da Grã-Bretanha e da conclusão da guerra na Europa, em termos nazistas. Ele recebeu US $ 3.000 por mês como uma emissora , colocando-o entre os seis funcionários mais bem pagos na folha de pagamento da RRG.

## Morte
Em sua libertação, o dia voltou para a Finlândia com sua esposa, com quem se casou em Riga em 1940.
Ele parece ter recomeçado como correspondente Tribune Báltico no final de 1962 e ainda era o arquivamento de cópia para esse jornal até pouco antes sua morte, em Helsínquia, de um Ataque cardíaco em 1966.

## Publicações
- (em inglês) Donald Day: "Onward Christian Soldiers: An American Journalist's Dissident Look at World War II". ISBN 0-939482-62-2 First edition Sweden 1944